# Flash Gordon (album)
Flash Gordon je album britanske rock skupine Queen izdan leta 1980. Na njem je scenska glasba za znanstveno-fantastični film Flash Gordon.

## Pregled
Vse razen dveh skladb (»Flash's Theme« in »The Hero«) so instrumentalne. Na veliko so uporabljeni sintetizatorji; enako kot pri njihovem prejšnjem albumu The Game se niso mogli pohvaliti, da niso uporabili elektronskih zvokov.
»Flash's Theme« je edini singl iz albuma, izdan pod imenom »Flash«. Zasedel je 10. mesto na glasbenih lestvicah Združenega kraljestva in 42. na lestvicah ZDA. Pesem je znana po intenzivnem bobnanju, ponavljajočem basiranju in humornih odlomkih iz filma. Zadnja skladba, »The Hero« kot samostojna pesem odraža glavni motiv iz »Flash's Theme«.

## Seznam pesmi

### Stran 1
1. »Flash's Theme« - (May) - 3:29
2. »In the Space Capsule« - (Taylor) - 2:42
3. »Ming's Theme« - (Mercury) - 2:40
4. »The Ring« - (Mercury) - 0:57
5. »Football Fight« - (Mercury) - 1:28
6. »In the Death Cell« - (Taylor) - 2:24
7. »Execution of Flash« - (Deacon) - 1:05
8. »The Kiss« - (Mercury) - 1:44

### Stran 2
1. »Arboria« - (Deacon) - 1:41
2. »Escape from the Swamp« - (Taylor) - 1:43
3. »Flash to the Rescue« - (May) - 2:44
4. »Vultan's Theme« - (Mercury) - 1:12
5. »Battle Theme« - (May) - 2:18
6. »The Wedding March« - (May) - 0:56
7. »Marriage of Dale and Ming« - (May/Taylor) - 2:04
8. »Crash Dive on Mingo City«- (May) - 1:00
9. »Flash's Theme Reprise« - (May) - 1:23
10. »The Hero« - (May) - 3:31

### 1991 Hollywood Records dodane skladbe (ponovna izdaja v ZDA)
1. »Flash's Theme (Remix Mista Lawnge, 9.5)«- (May) - 6:43

## Izvajalci
- Freddie Mercury: glavni vokal in sintetizator
- Brian May: kitara, vokal, sintetizator
- John Deacon: bas kitara, kitara, sintetizator
- Roger Taylor: bobni, vokal, sintetizator
- Dodatne orkestralne priredbe - Howard Blake

Opomba: Brian May je igral tudi klavir in orgle.